# 模擬城市系列
模拟城市是开放世界城市建造游戏系列，最初由威尔·莱特设计。系列由Maxis（现艺电一部门）設計，其首作《模拟城市》（也是Maxis的首部作品）1989年发行，并衍生出数个版本在全球发行。模拟城市的成功还衍生出诸多其他模拟作品，如非常畅销的《模拟人生》系列。
在模拟城市中，玩家要完成建立并开发城市的任务，同时维持城市的幸福值并维持稳定运算。在《模拟城市2000》、《模拟城市3000》和《模拟城市4》中，玩家还能在建立城市之前改变地貌。
玩家必须定义区域，各区域都有开发类型限制。区域的发展并非由玩家直接完成，而是需要达成某些条件，如电力供应、充足的交通枢纽，以及合适的税收。绿色的居住区供市民居住，蓝色的商业区发展商店和办公室；黄色的工业区建立工厂、研究所和农田。游戏有三种人口密度：低密度对应小建筑，中等密度对应小中型建筑，高密度时对应高楼大厦。
游戏在美国加利福尼亚州可立达开发，游戏机制大量基于20世纪加利福尼亚的发展。比如玩家从未开发的绿地开发，汽车为默认交通工具，会有地震，用途用地分离，有商业、工业用地，可以制定政策宣布一个城市为无核区。
2015年3月5日EA 確認他們關閉製作《模擬城市》的 Maxis Emeryville 工作室。

## 游戏
个人电脑游戏
- 模拟城市（1989）
- 模拟城市2000（1994）
- 模拟城市3000（1999）
- 模拟城市4（2003）
- 模拟城市：梦之都（2007）
- 模拟城市（2013）

主机游戏
- 模拟城市SNES（超级任天堂）
- 模拟城市64（2000，64DD）
- 模拟城市设计师（2008，Wii）

携带版（行動版）与在线版
- 模拟城市DS（2007，任天堂DS）
- 模拟城市DS 2（2008，任天堂DS）
- 模拟城市iPhone（2008，iPhone、iPod Touch）
- 模拟城市豪华版、模拟城市豪华版HD（2010，iPhone、Android）
  - 模拟城市豪华版 Blackberry Playbook版
- 模拟城市Classic（2008，网页浏览器）
- 模擬城市建造（2014，IOS、iPhone、Android）

衍生游戏
- 模拟农场（SimFarm）
- 模拟城市：卡牌游戏（Sim City: The Card Game）
- 模拟直升机（SimCopter）
- 模拟城市之大狂飙（Streets of SimCity）
- 模拟城镇（SimsVille）

## 彩蛋
在MAC版的模擬城市，城中城蓋到某個程度會全部起飛飛到太空，然後就會出現破關畫面。因為地球過度開發，已經無法繼續生存，於是人類轉往太空生存發展。

## 延伸導讀
- ISBN 9789572219522 《模擬城市2000策略與秘密檔案》